# Johann Friedrich Fischer
Pour les articles homonymes, voir Fischer.
Johann Friedrich Fischer, né le 10 octobre 1726 à Cobourg et mort le 11 octobre 1799 à Leipzig, est un philologue allemand du XVIIIe siècle.

## Biographie
Johann Friedrich Fischer est nommé en 1751 correcteur de l'école de St-Thomas à Leipzig, et devient en 1762 professeur de belles-lettres à l'université de cette ville. 

## Œuvres
Johann Friedrich Fischer donne des éditions estimées :
- d'Anacréon ;
- d'Eschine le Socratique ;
- de Théophraste ;
- de Paléphate ;
- de plusieurs dialogues de Platon.

Il publie des Remarques sur la grammaire grecque de Weller, 1748 et 1798.

## Sources
Cet article comprend des extraits du Dictionnaire Bouillet. Il est possible de supprimer cette indication, si le texte reflète le savoir actuel sur ce thème, si les sources sont citées, s'il satisfait aux exigences linguistiques actuelles et s'il ne contient pas de propos qui vont à l'encontre des règles de neutralité de Wikipédia.